# Epiblema foenella

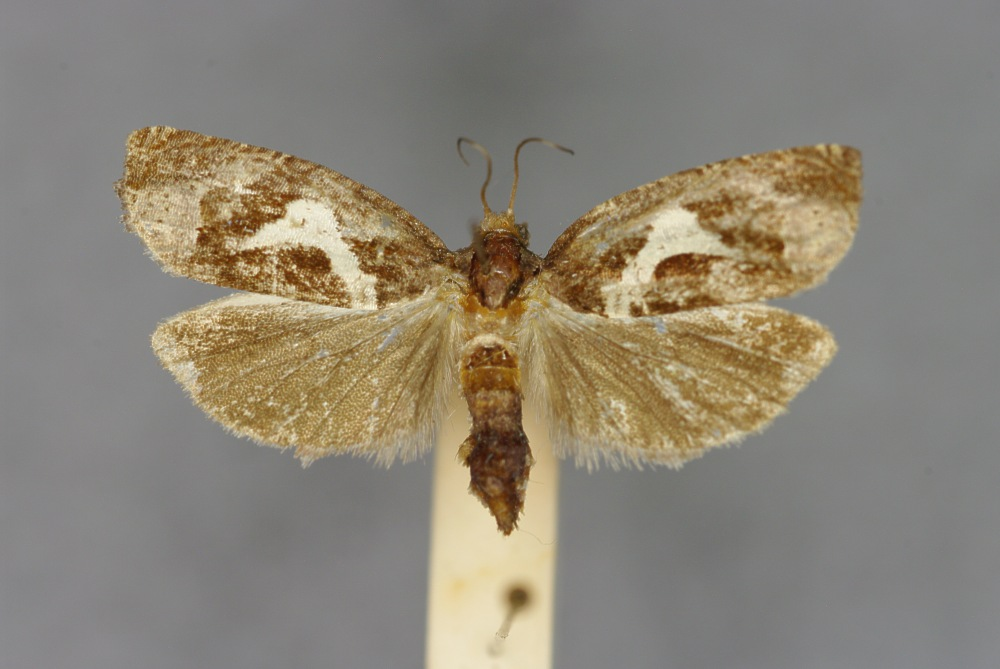
Präparat – gespannter Falter

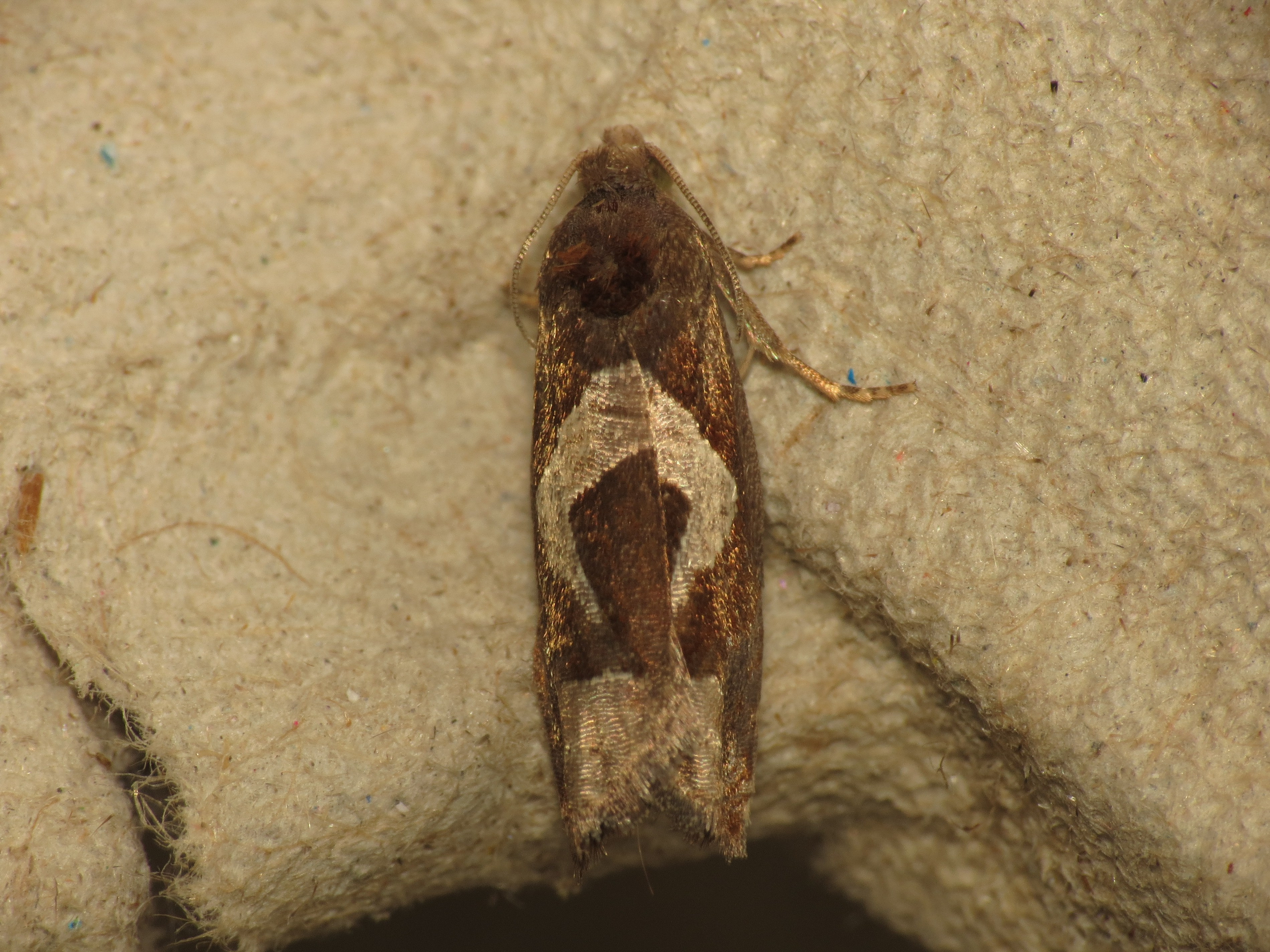
Dorsalansicht

Epiblema foenella ist ein Schmetterling (Nachtfalter) aus der Familie der Wickler (Tortricidae).

## Merkmale
Die Flügelspannweite beträgt 16–26 mm. Epiblema foenella besitzt eine unverwechselbare Flügelzeichnung. Die Grundfärbung der Vorderflügel ist dunkelbraun. Ein großer weißer winkelförmiger Fleck bedeckt den zentralen Teil des Flügels und reicht bis zum Flügelinnenrand. Vom Innenwinkel bis an den Flügelvorderrand reicht ein beigefarbener Fleck. Die Hinterflügel sind beige gefärbt ohne besondere Musterung.

## Verbreitung
Epiblema foenella ist in der Paläarktis beheimatet. Die Art kommt in weiten Teilen Europas, einschließlich Großbritannien, vor. Im Süden reicht das Verbreitungsgebiet bis in den Mittelmeerraum, im Osten über Sibirien, Zentralasien und China bis in den Fernen Osten (Japan, Korea). 

## Lebensweise
Die Raupen minieren in den Stängeln und an der Wurzelbasis von Beifuß (Artemisia vulgare). Als eine weitere Wirtspflanze wird die Färberkamille (Anthemis tinctoria) genannt. Die Art bildet eine Generation im Jahr. Die Flugzeit der Falter dauert von Juni bis August. Die Falter sind hauptsächlich in den Abendstunden und nachts aktiv. Die Raupen überwintern in der Mine und verpuppen sich dort im Frühjahr.